# Teinopodagrion meridionale
Teinopodagrion meridionale – gatunek ważki z rodziny Megapodagrionidae. Występuje w zachodniej części Ameryki Południowej; stwierdzony w górskich lasach deszczowych od południowej Boliwii po północno-zachodnią Argentynę.